# Frankfurter Berg

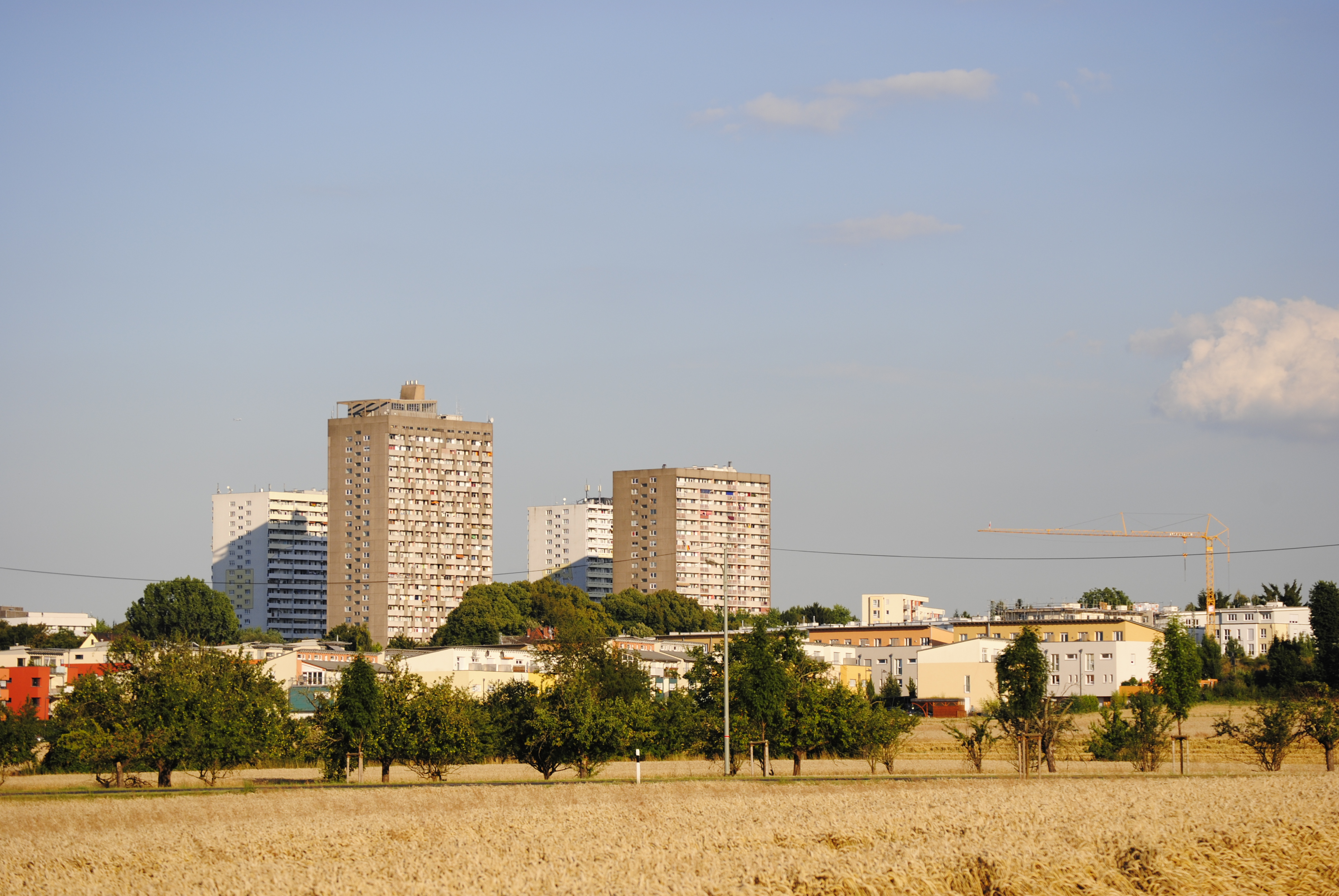
Wohnhochhäuser am Frankfurter Berg, Juli 2014

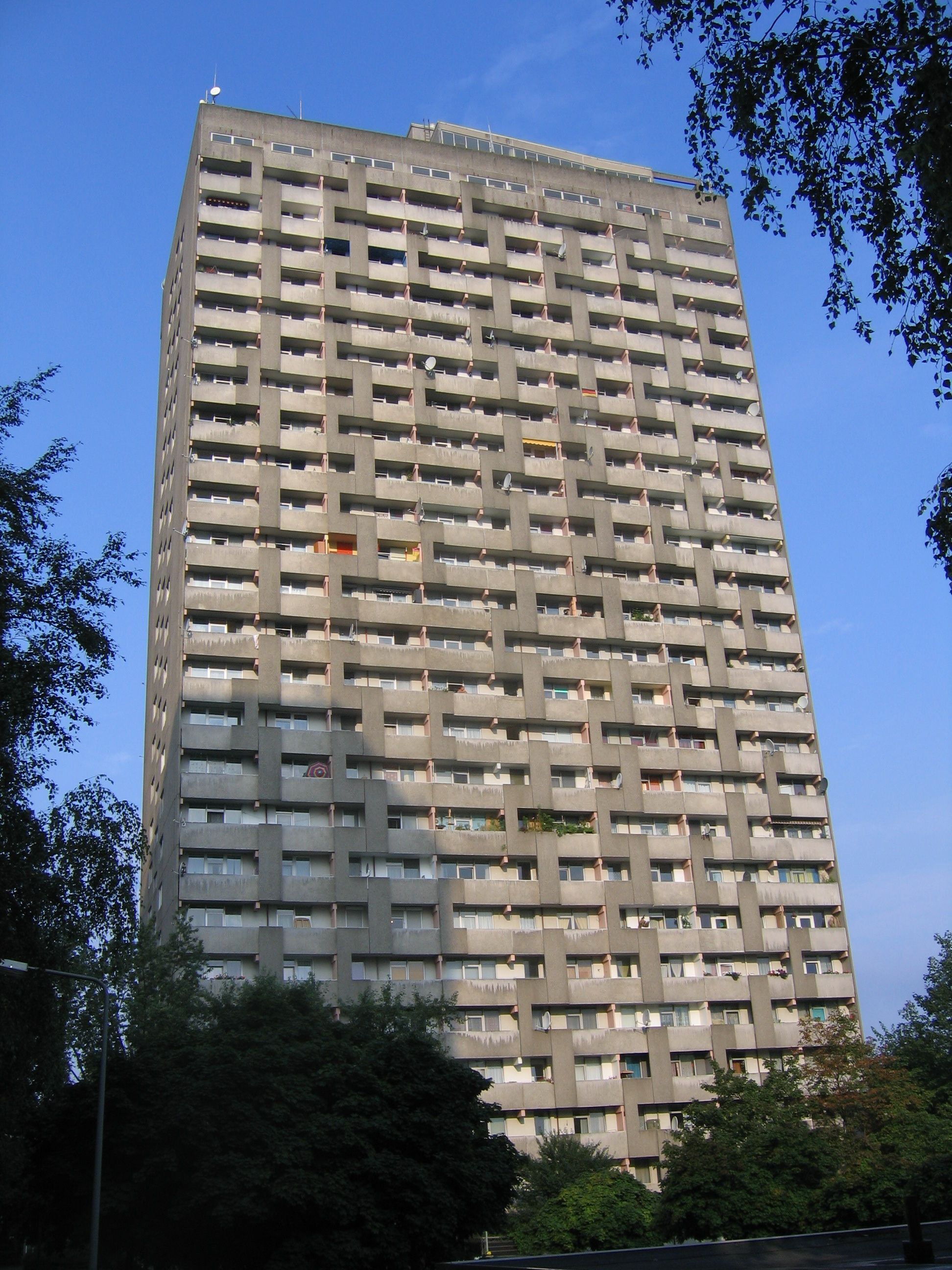
Julius-Brecht-Straße 3 – das zweithöchste Wohngebäude Frankfurts

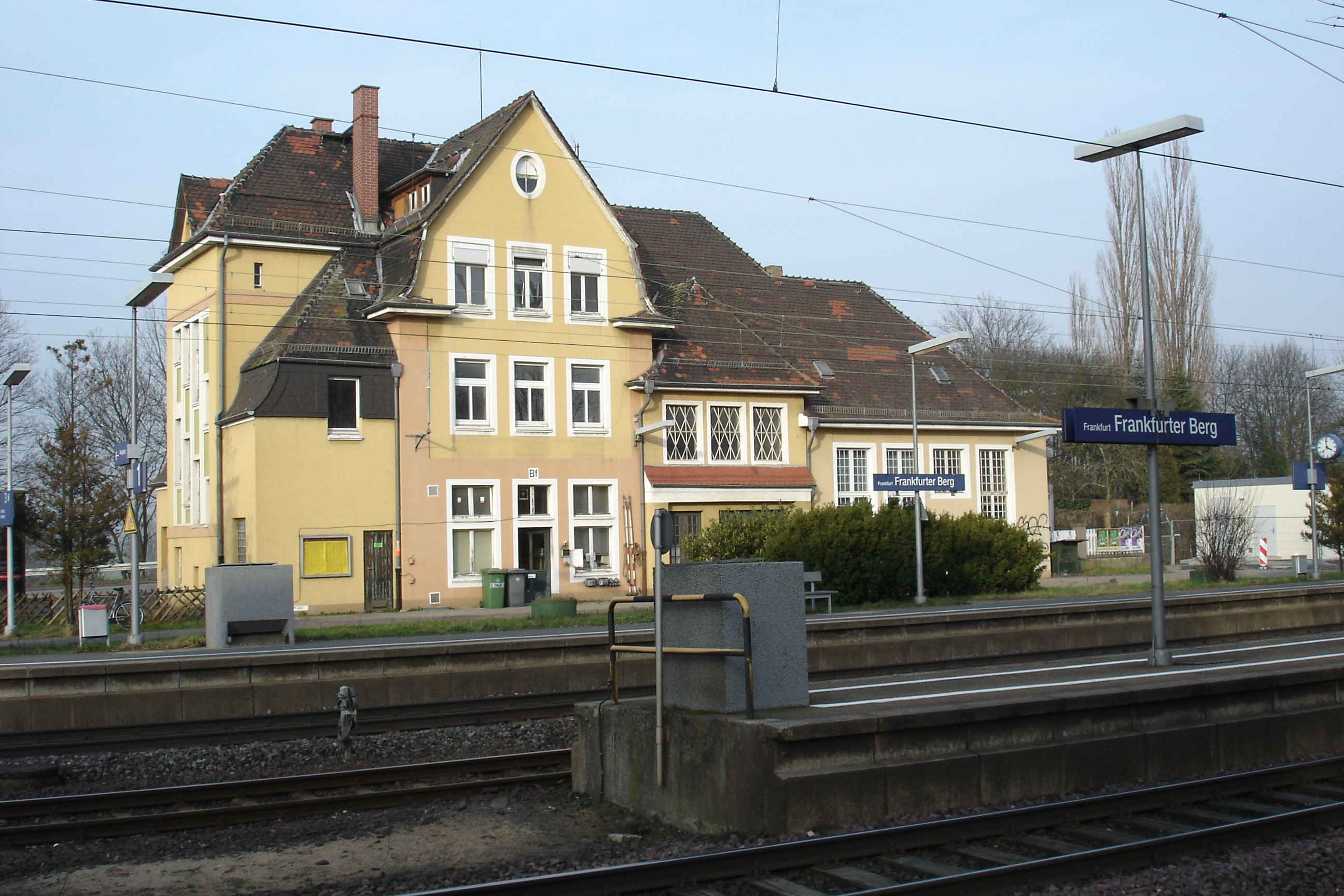
S-Bahnhof Frankfurter Berg, früher: Bonames

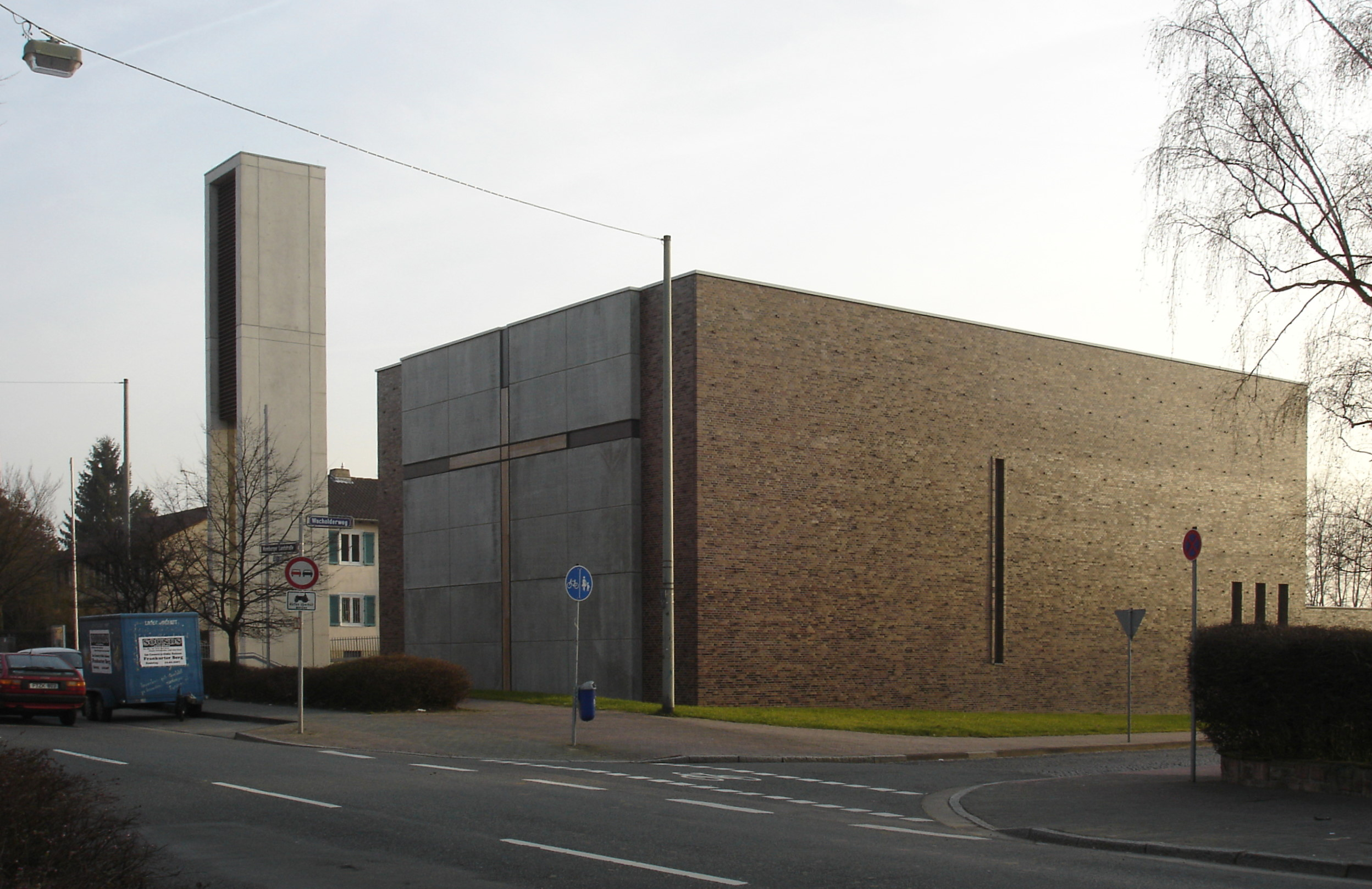
Dreifaltigkeitskirche

Frankfurter Berg ist ein Stadtteil von Frankfurt am Main mit (2019) 8.302 Einwohnern.

## Geographische Lage

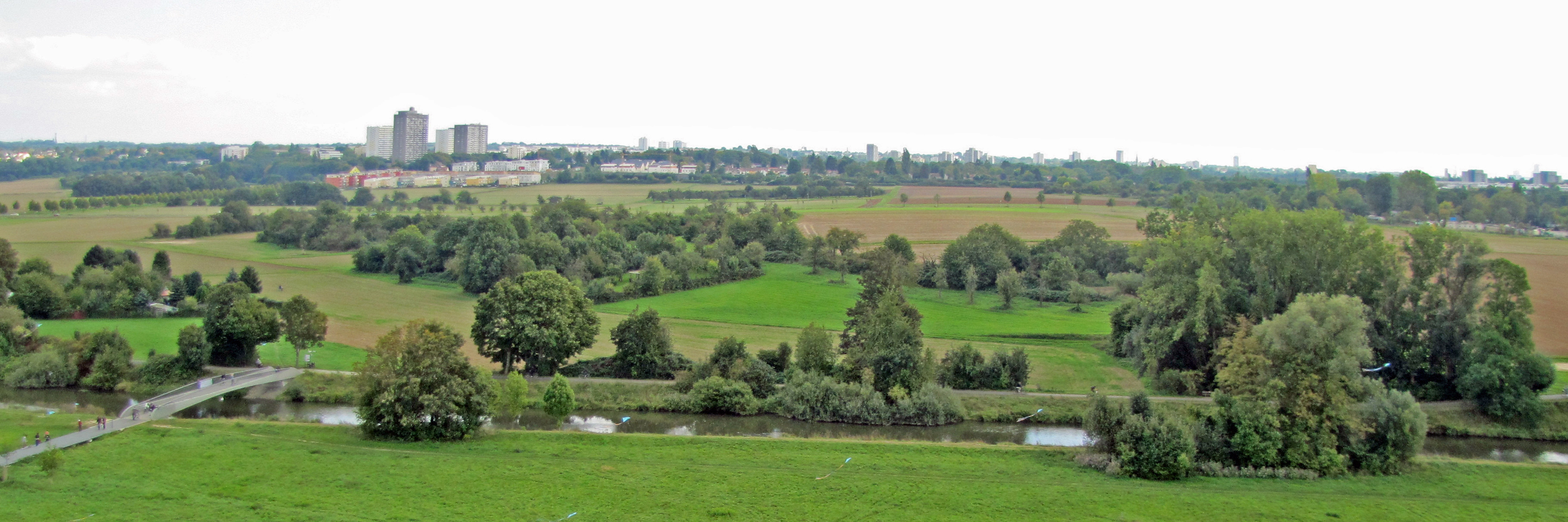
Frankfurter Berg vom alten Flugplatz in Bonames (aus Richtung Norden)

Der Frankfurter Berg liegt im Norden des Stadtgebiets zwischen den Stadtteilen Bonames (Norden), Preungesheim und Eckenheim (Süden), Eschersheim (Westen) und Berkersheim (Osten) auf der namensgebenden Uferanhöhe über der Nidda. Im Norden bildet die Nidda die Grenze zu Bonames, im Westen verläuft die Grenzlinie zum Stadtteil Eschersheim an der A 661.

## Geschichte
Bis 1996 war das größte Gebiet des Frankfurter Bergs ein Teil von Bonames, einige Straßenzüge im Süden gehörten zum Stadtteil Eschersheim, nördliche Teile lagen in der Gemarkung von Berkersheim. Im Rahmen einer ersten Verwaltungsreform wurde die gesamte Siedlung dem Bonameser Sozialrathaus Am Bügel zugeordnet. Weil der Frankfurter Berg von Bonames durch die breite Niddaaue getrennt, aber mit den anderen Nachbarstadtteilen zusammenhängend bebaut ist, wurde die Siedlung am 1. Juli 1996 zu Frankfurts jüngstem offiziellen Stadtteil erhoben.
Ursprünglich war die Siedlung Frankfurter Berg westlich der Homburger Landstraße eine Arbeiterkolonie nach dem Reichsheimstättengesetz, gebaut um 1937. Es entstanden dort traditionelle kleinere Hausformen und Siedlungsstrukturen mit Zusammenhalt der Nachbarschaften. 1948 wurde die Bizonale Siedlung errichtet, da die Stadt Frankfurt als aussichtsreicher Kandidat für die damals neu zu bestimmende Bundeshauptstadt galt. Die Reihenhäuser der Bizonalen Siedlung wurden teilweise aus Holz, später vollständig aus Stein gebaut. Ab 1953 wurden weitere Reihenhäuser und mehrstöckige Mietshäuser gebaut. Ab 1966 wurden mit der Siedlung Berkersheimer Weg zahlreiche Hochhäuser in der Julius-Brecht-Straße sowie der Heinrich-Plett-Straße errichtet. 
Ab 1992 wurden die zwei ehemaligen amerikanischen Kasernen (Edwards- und Drake-Kaserne, vormals Kaiser-Wilhelm-Kaserne) aufgelöst. In diesem Zusammenhang wurden die zugehörigen amerikanischen Housing-Areas (Edwards Housing) in Richtung Berkersheim ebenfalls frei. Ein Drittel des Bestandes wurde Bundesangestellten zur Verfügung gestellt, ein Drittel dem freien Wohnungsmarkt, und das restliche Drittel wurde dem sozialen Wohnungsmarkt zugeordnet. Die ehemaligen Offizierswohnungen und -häuser wurden frei verkauft.
Ab 2001 wurden auf dem Gebiet der Edwards-Kaserne Eigentumswohnungen, Reihenhäuser, Doppelhäuser und Mietwohnungen erbaut. Das Gebiet der ehemaligen Drake-Kaserne wird nun von der Bundespolizei genutzt. Im ehemaligen Hauptgebäude der Edwards-Kaserne sind Bundesbehörden untergebracht. Der Prozess der zivilen Nachnutzung ist noch nicht abgeschlossen, hat aber insgesamt zu einer Änderung der sozialen Struktur der Wohnbevölkerung und Arbeitsstätten im Stadtteil geführt.
Auch in den Niddaauen nördlich der Bahnlinie wurde seit 2004/2007 ein Teil bebaut: ein privater Investor hat hier mit der Siedlung Taunusside Eigentumswohnungen und Eigenheime mit freiem Taunusblick errichtet. Es ist auch bereits eine Erweiterung um 850 Wohnungen in diesem Gebiet geplant, wogegen sich bereits eine Bürgerinitiative gebildet hat.

## Infrastruktur

### Verkehr
Der Stadtteil Frankfurter Berg wird durch drei Omnibuslinien an die umliegenden Stadtteile angebunden:
- Linie 63: Eschersheim–Preungesheim
- Linie 66: Eschersheim–Berkersheim
- Linie 27: Preungesheim–Nieder-Eschbach

Die S-Bahn-Linie S6 (Bahnhof Frankfurter Berg) verbindet den Stadtteil mit der Innenstadt und der Wetterau. Die Stadtbahnlinie U5 soll in den nächsten Jahren von Preungesheim entlang der Homburger Landstraße zum S-Bahnhof verlängert werden und so den Stadtteil noch besser erschließen.

### Bildung
Im Stadtteil Frankfurter Berg gibt es eine Grundschule – die 1955 gegründete Albert-Schweitzer-Schule. Sie ist nach dem evangelischen Theologen und Musikforscher Albert Schweitzer benannt und hat die Schwerpunkte Kunst, Musik, Sport sowie – bereits seit den 70er Jahren – neue Medien. Weiterhin gibt es eine Integrierte Gesamtschule mit Grundstufe im Wacholderweg. Sie enthält unter anderem eine eigene Schulbibliothek.

## Kultur und Religion
Auf dem Frankfurter Berg gibt es eine evangelische sowie eine katholische Gemeinde. Die katholische Dreifaltigkeitskirche wurde 1952 gebaut. Nach dem Bevölkerungszuwachs im Stadtteil im Rahmen der Öffnung der Edwards-Housing und Neubauten auf dem Kasernengelände wurde 2004 die alte Dreifaltigkeitskirche abgerissen und ein am 11. Dezember 2005 eingeweihter Neubau errichtet.
Die zur 1947 gegründeten evangelischen Gemeinde gehörende Bethanienkirche wurde 1949 eingeweiht, 1957 um einen Turm und ein Jahr später um eine Sakristei erweitert. 1968 folgte die Eröffnung eines eigenen Kindergartens und 1978 eines Jugendzentrums, die sich beide in der Trägerschaft der evangelischen Kirche befinden.
Seitdem der Frankfurter Berg nicht mehr zum Stadtteil Bonames gehört, gibt es ein Sommerfest und einen Weihnachtsmarkt in der Albert-Schweitzer-Schule sowie Veranstaltungen in den Gemeinden.